# Benjamin Ginsbourg
 (janvier 2014).
Si vous disposez d'ouvrages ou d'articles de référence ou si vous connaissez des sites web de qualité traitant du thème abordé ici, merci de compléter l'article en donnant les références utiles à sa vérifiabilité et en les liant à la section « Notes et références ».
Benjamin Ginsbourg, né le 5 février 1897 à Valensole (Basses-Alpes) et décédé le 16 janvier 1986 à Ville-d'Avray (Hauts-de-Seine), est un médecin-biologiste français.
Il est médecin militaire pendant les deux guerres mondiales et dans la Résistance, et est décoré de la Croix de Guerre et de la Légion d'honneur. Il crée le service de la transfusion sanguine à l'hôpital de Reims et est chef du laboratoire central de l'hôpital Rothschild et au service du docteur Charrier à l'hôpital Bichat. Il est le cofondateur de l'association des médecins israélites de France (AMIF).

## Éléments biographiques
Il est le fils de Simon et Sophie Ginsbourg, tous deux médecins. Sa mère Sophie est la sœur de Michel Weinberg, professeur à l'Institut Pasteur.
Il épouse Jeanne Witenberg. Ils auront ensemble cinq ans enfants dont trois, Elie, Anne et Michèle Ginsbourg, seront également médecins. Eve est pianiste, Ariel est journaliste et écrivain.
Il est décédé le 16 janvier 1986 à Ville-d'Avray (Hauts-de-Seine).

## Service militaire
Benjamin Ginsbourg est mobilisé en 1916 et devient médecin-auxiliaire en 1918.
Il est victime du gaz ypérite en octobre 1918 et obtient la Croix de Guerre avec deux citations.
Il est auditeur et professeur au cours de perfectionnement du Service de santé des armées, comme médecin de réserve. 
Il reçoit, en 1937, la Légion d'honneur à titre militaire.
Il est mobilisé avec le grade de médecin-lieutenant, sert comme chef de laboratoire de l'Hôpital militaire de Percy, à Clamart (septembre 1939 – juin 1940).
Après des contacts avec Louis Pasteur Vallery-Radot et Paul Milliez, il entre dans le service médical de la Résistance (1943-1944) comme transfuseur et praticien de première urgence, plus particulièrement dans le maquis d'Arnay-le-Duc (Bourgogne). 

## Formation et carrière
Benjamin Ginsbourg fréquente le laboratoire de Michel Weinberg, à l'Institut Pasteur (1920-1930), et suit le cours de microbiologie de l'Institut Pasteur dans le laboratoire d'Amédée Borrel (1922).
Il soutient sa thèse d'exercice en 1924, et effectue un stage d'une année comme boursier Rockefeller à la Harvard Medical School.
Il est travailleur bénévole à l'Institut Pasteur (1925-1930) et par la suite crée le service de la transfusion sanguine à l'hôpital de Reims, dont il assure bénévolement le fonctionnement (1930-1937).
Il obtient, en 1932, l'aptitude à exercer les fonctions de médecin sanitaire maritime à bord des navires de commerce par le ministère de la Marine marchande. 
Il devient médecin chef des Dispensaires populaires qui sont créés à Paris à la mémoire de Wladimir Tiomkin (rue Jean-Pierre-Timbaud et rue Saulnier). 
Il est nommé chef du laboratoire central de l'Hôpital Rothschild (1940-1943), puis chef du laboratoire du service du Docteur Charrier à l'Hôpital Bichat (1945-1952).

## Fonctions publiques
Benjamin Ginsbourg est élu trésorier du Syndicat médical de Reims et de la Fédération départementale de la Marne. 
Il est élu secrétaire général (1932-1944) du Syndicat national des médecins biologistes (SNMB).
Il est le cofondateur, en 1947, et secrétaire général de l'Association des médecins israélites de France (AMIF) dont il devient l'éditeur et le rédacteur en chef de la revue (JAMIF).
Il fonde, en 1954, avec maître André Blumel et Henry Bulawko le Cercle Bernard-Lazare, lieu de rencontre des militants de la gauche juive, fidèles aux idéaux des créateurs de l'Etat d'Israël. 
Il est élu, en 1965, membre de la Société de médecine de Paris, dans la section des sciences appliquées.

## Publications
Benjamin Ginsbourg publie les ouvrages suivants :
- En 1924, thèse d'exercice : Traumatoses putrides expérimentales à microbes anaérobies.
- En 1927, chez Masson, en collaboration avec Michel Weinberg : Données récentes sur les microbes anaérobies et leur rôle en pathologie, ouvrage couronné par l'Académie de médecine.
- En 1936, avec René Franquet : Abrégé de médecine expérimentale, ouvrage préfacé par Noël Fiessinger.
- En 1945, Les plaies septiques - Bactériologie Sérothérapie Chimiothérapie, ouvrage dédié à Michel Weinberg et honoré d'une souscription du Service de santé militaire et de l'Institut Pasteur.